# Primi ministri dell'Uzbekistan
I Primi ministri dell'Uzbekistan (Oʻzbekiston bosh vazirlari ro‘yxati) dalla nascita della Repubblica Uzbeka (1991) ad oggi sono i seguenti.

## Lista
| Primo ministro | Primo ministro       | Primo ministro      | Partito | Mandato          | Mandato                                      | Elezioni         | Presidenti    |
| Primo ministro | Primo ministro       | Primo ministro      | Partito | Inizio           | Fine                                         | Elezioni         | Presidenti    |
| -------------- | -------------------- | ------------------- | --- | ---------------- | -------------------------------------------- | ---------------- | ------------- |
|                |                      | Abdulhashim Mutalov | Partito Democratico Popolare dell'Uzbekistan                                                                                     | 8 gennaio 1992   | 21 dicembre 1995                             | 1990, 1994       | Islom Karimov |
|                |                      | O'tkir Sultonov     | Partito Democratico Popolare dell'Uzbekistan                                                                                     | 21 dicembre 1995 | 12 dicembre 2003                             | 1990, 1994       | Islom Karimov |
| 1999           |                      | O'tkir Sultonov     | Partito Democratico Popolare dell'Uzbekistan                                                                                     | 21 dicembre 1995 | 12 dicembre 2003                             |                  | Islom Karimov |
|                |                      | Shavkat Mirziyoyev  | Fidokorlar Milliy Demokratik Partiyasi (fino al 2008), Partito Democratico del Rinnovamento Nazionale dell'Uzbekistan (dal 2008) | 12 dicembre 2003 | 14 dicembre 2016                             |                  | Islom Karimov |
| 2004           | Nigmatilla Yuldashev | Shavkat Mirziyoyev  | Fidokorlar Milliy Demokratik Partiyasi (fino al 2008), Partito Democratico del Rinnovamento Nazionale dell'Uzbekistan (dal 2008) | 12 dicembre 2003 | 14 dicembre 2016                             |                  |               |
| 2009           | Nigmatilla Yuldashev | Shavkat Mirziyoyev  | Fidokorlar Milliy Demokratik Partiyasi (fino al 2008), Partito Democratico del Rinnovamento Nazionale dell'Uzbekistan (dal 2008) | 12 dicembre 2003 | 14 dicembre 2016                             |                  |               |
| 2014           | Shavkat Mirziyoyev   | Shavkat Mirziyoyev  | Fidokorlar Milliy Demokratik Partiyasi (fino al 2008), Partito Democratico del Rinnovamento Nazionale dell'Uzbekistan (dal 2008) | 12 dicembre 2003 | 14 dicembre 2016                             |                  |               |
| 2014           | Shavkat Mirziyoyev   |                     | | Abdulla Aripov   | Partito Liberale Democratico dell'Uzbekistan | 14 dicembre 2016 | in carica     |
| 2019           | Shavkat Mirziyoyev   |                     | | Abdulla Aripov   | Partito Liberale Democratico dell'Uzbekistan | 14 dicembre 2016 | in carica     |